# Scopula quadrilineata
Scopula quadrilineata är en fjärilsart som beskrevs av Alpheus Spring Packard 1876. Scopula quadrilineata ingår i släktet Scopula och familjen mätare. Inga underarter finns listade.